# Grand Morbid Funeral
Grand Morbid Funeral è il quarto album in studio del gruppo death metal svedese Bloodbath, pubblicato nel 2014. È il primo album della band che vede Nick Holmes del gruppo doom/gothic metal britannico Paradise Lost alla voce, in seguito all'uscita definitiva dell'ormai storico Mikael Åkerfeldt avvenuta nel 2012.

## Tracce
1. Let the Stillborn Come to Me – 4:37
2. Total Death Exhumed – 3:51
3. Anne – 3:43
4. Church of Vastitas – 3:37
5. Famine of God's Word – 4:56
6. Mental Abortion – 3:47
7. Beyond Cremation – 4:41
8. His Infernal Necropsy – 3:35
9. Unite in Pain – 3:52
10. My Torturer – 4:17
11. Grand Morbid Funeral – 5:35

## Formazione
- Old Nick (Nick Holmes) – voce
- Blakkheim (Anders Nyström) – chitarre, cori
- Sodomizer (Per Eriksson) – chitarre
- Lord Seth (Jonas Renkse) – basso
- Axe (Martin Axenrot) – batteria